# Hapalopeza fulmeki
Hapalopeza fulmeki es una especie de mantis de la familia Iridopterygidae.

## Distribución geográfica
Se encuentra en Sumatra.